# Morville, Manche
Morville är en kommun i departementet Manche i regionen Normandie i norra Frankrike. Kommunen ligger i kantonen Bricquebec som tillhör arrondissementet Cherbourg. År 2022 hade Morville 278 invånare.

## Befolkningsutveckling
Antalet invånare i kommunen Morville
| Referens: INSEE |